# یوهو سونیلا
یوهو سونیلا (انگلیسی: Juho Sunila؛ ۱۶ اوت ۱۸۷۵ – ۲ اکتبر ۱۹۳۶) یک سیاست‌مدار اهل فنلاند بود.